# TOMM20
TOMM20‏ (Translocase of outer mitochondrial membrane 20) هوَ بروتين يُشَفر بواسطة جين TOMM20 في الإنسان.